# Campionati europei di tuffi 2013 - Trampolino 1 metro maschile
La gara del trampolino da 1 metro maschile dei campionati europei di tuffi 2013  è stata disputata il 19 giugno 2013 presso la Piscina Nettuno di Rostock in Germania e vi hanno partecipato 29 atleti. Le qualificazioni si sono svolte al mattino e i primi 12 classificati hanno avuto accesso alla finale del pomeriggio.

## Medaglie
| Posizione | Atleta         | Paese    |
| --------- | -------------- | -------- |
| Oro       | Illja Kvaša    | Ucraina  |
| Argento   | Martin Wolfram | Germania |
| Bronzo    | Oliver Homuth  | Germania |

## Risultati
| Pos. | Atleti                | Nazionalità   | Eliminatorie | Eliminatorie | Finale    | Finale |
| Pos. | Atleti                | Nazionalità   | Punti        | Pos.         | Punti     | Pos.   |
| ---- | --------------------- | ------------- | ------------ | ------------ | --------- | ------ |
|      | Illja Kvaša           | Ucraina       | 410.80       | 1            | 467.75    | 1      |
|      | Martin Wolfram        | Germania      | 365.65       | 7            | 414.75    | 2      |
|      | Oliver Homuth         | Germania      | 378.95       | 5            | 414.45    | 3      |
| 4    | Constantin Blaha      | Austria       | 334.75       | 9            | 405.95    | 4      |
| 5    | Sergey Nazin          | Russia        | 368.70       | 6            | 388.75    | 5      |
| 6    | Oliver Dingley        | Gran Bretagna | 395.10       | 2            | 382.35    | 6      |
| 7    | Evgenii Novoselov     | Russia        | 389.40       | 3            | 378.20    | 7      |
| 8    | Andrzej Rzeszutek     | Polonia       | 380.50       | 4            | 355.40    | 8      |
| 9    | Espen Gilje Bergslien | Norvegia      | 328.20       | 12           | 352.40    | 9      |
| 10   | Stefanos Paparounas   | Grecia        | 339.45       | 8            | 349.50    | 10     |
| 11   | Michele Benedetti     | Italia        | 328.60       | 11           | 329.20    | 11     |
| 12   | Espen Valheim         | Norvegia      | 329.00       | 10           | 308.25    | 12     |
| 16.5 | H09.5                 |               |              |              | 00:55.635 | O      |
| 13   | Vinko Paradzik        | Svezia        | 318.80       | 13           |           |        |
| 14   | Yorick de Bruijn      | Paesi Bassi   | 317.70       | 14           |           |        |
| 15   | Andreas Nader Billi   | Italia        | 315.00       | 15           |           |        |
| 16   | Jouni Kallunki        | Finlandia     | 313.60       | 16           |           |        |
| 17   | Andrei Pawluk         | Bielorussia   | 312.60       | 17           |           |        |
| 18   | Benjamin Auffret      | Francia       | 306.75       | 18           |           |        |
| 19   | Jesper Tolvers        | Svezia        | 298.75       | 19           |           |        |
| 20   | Oleg Kolodij          | Ucraina       | 296.55       | 20           |           |        |
| 21   | Joshua Dowd           | Gran Bretagna | 295.05       | 21           |           |        |
| 22   | Jaŭhen Karalëŭ        | Bielorussia   | 292.40       | 22           |           |        |
| 23   | Nicolás García        | Spagna        | 290.30       | 23           |           |        |
| 24   | Joey van Etten        | Paesi Bassi   | 283.50       | 24           |           |        |
| 25   | Fabian Brandl         | Austria       | 271.75       | 25           |           |        |
| 26   | Héctor García         | Spagna        | 269.70       | 26           |           |        |
| 27   | Krisztian Somhegyi    | Ungheria      | 265.40       | 27           |           |        |
| 28   | Botond Bóta           | Ungheria      | 264.35       | 28           |           |        |
| 29   | Sergej Baziuk         | Lituania      | 224.35       | 29           |           |        |